# Araldo Cossutta
Araldo Cossutta (11 de enero de 1925 – 24 de febrero de 2017) fue un arquitecto que trabajó principalmente en los Estados Unidos. De 1956 a 1973 trabajó en la empresa I. M. Pei & Partners. I. M. Pei, está ahora entre los más honrados de los arquitectos en el mundo. Cossutta fue su asociado y, finalmente, su compañero en la primera fase de la carrera de Pei. Él fue el responsable de algunos de los diseños más conocidos de la firma de la época, incluyendo tres que han recibido premios en los últimos años. En 1973 él y Vincent Ponte dejaron la empresa de Pei para formar Cossutta & Ponte, que en última instancia se convirtió en Cossutta y Asociados. La nueva firma diseñó el Torre del Credit Lyonnais en Lyon, Francia (1977) y la Torre del Cityplace (1988) en Dallas, Texas, entre otras comisiones.

## Carrera temprana

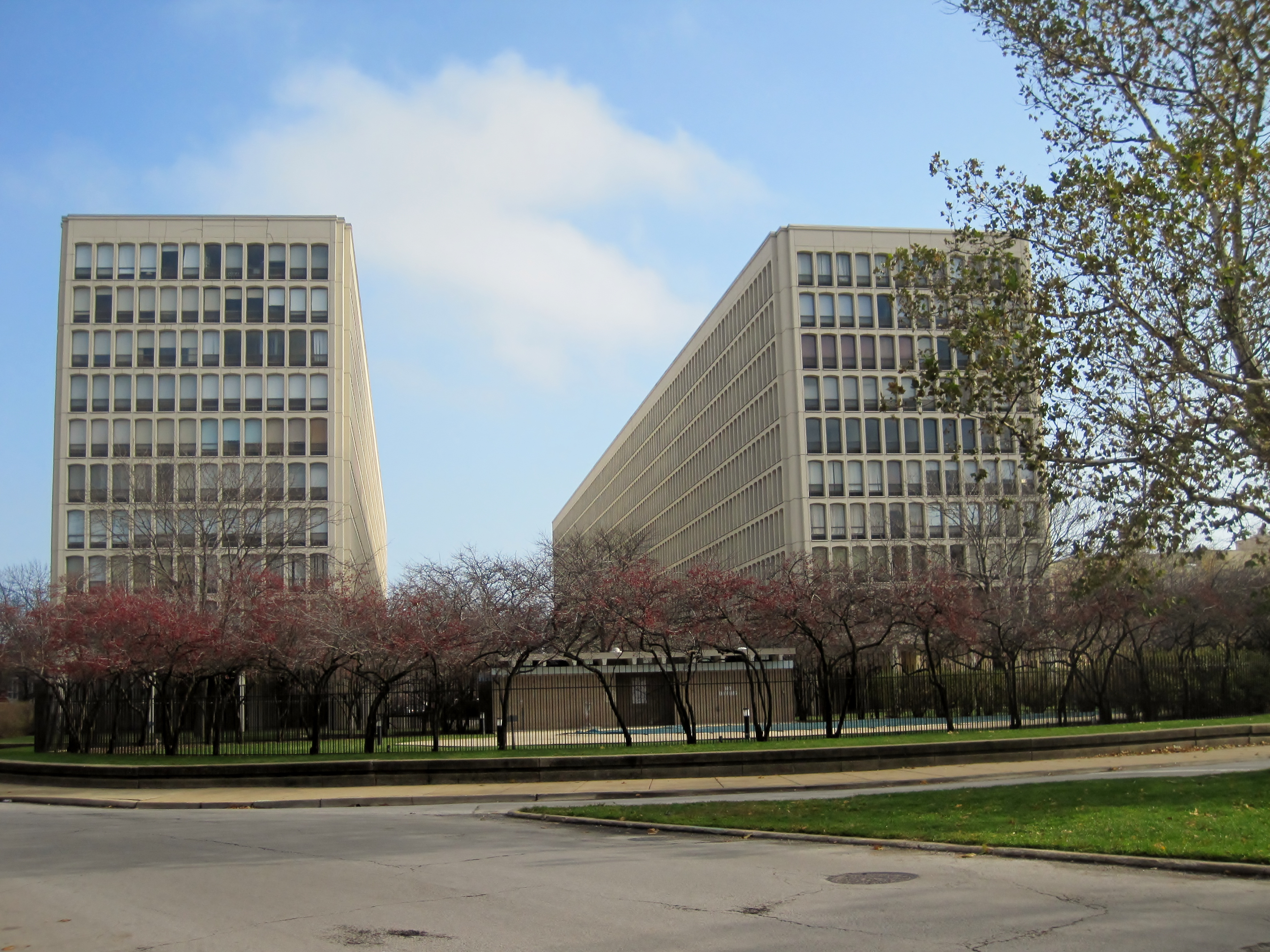
Los Apartamentos de los Jardines de la Universidad (1961) fueron una de las primeras comisiones ejecutadas por Araldo Cossutta para Pei & Associates, y eran parte de un plan de renovación urbana de Hyde Park, un barrio de Chicago de ubicación de la Universidad de Chicago. Los edificios están ahora en la lista del Registro Nacional de Lugares Históricos.

Cossutta nació en la isla de Krk, la cual formaba parte entonces del Reino de los Serbios, Croatas, y Eslovenos (y posteriormente de Yugoslavia y ahora de Croacia). Fue educado en la Universidad de Belgrado, la École des Beaux-Arts en París, Francia, y la Universidad de Harvard en Cambridge, Massachusetts. En 1949 Cossutta trabajó en el atelier (el estudio) de Le Corbusier, quién "probablemente ha tenido más influencia en la forma del mundo moderno que cualquier otro arquitecto." Recibió el grado de master de Harvard en 1952. De 1952 a1955, trabajó para Michael Hare y Asociados. En 1955, Pei fundó su empresa arquitectónica propia, I. M. Pei y Asociados. Como Cossutta, Pei había sido profundamente influido por Le Corbusier. Pei ha escrito que los "dos días con Le Corbusier, o 'Corbu' que utilizamos para llamarle, fueron probablemente los días más importantes en mi educación arquitectónica." Cossutta se convirtió en un asociado de Pei nueva poco después de la creación de su firma. Sus diseños para la firma de Pei incluyen el Denver Hilton Hotel (1960), los Apartamentos de los Jardines Universitarios en Chicago, Illinois (1961), los edificios del norte y del sur del complejo L'Enfant Plaza  en Washington D. C. (1968), la Tercera Iglesia de Cristo, Científico en Washington D. C. (1971), y el Centro de la Ciencia Cristiana en Boston, Massachusetts (1973).

## Brutalismo y el Centro de la ciencia cristiana

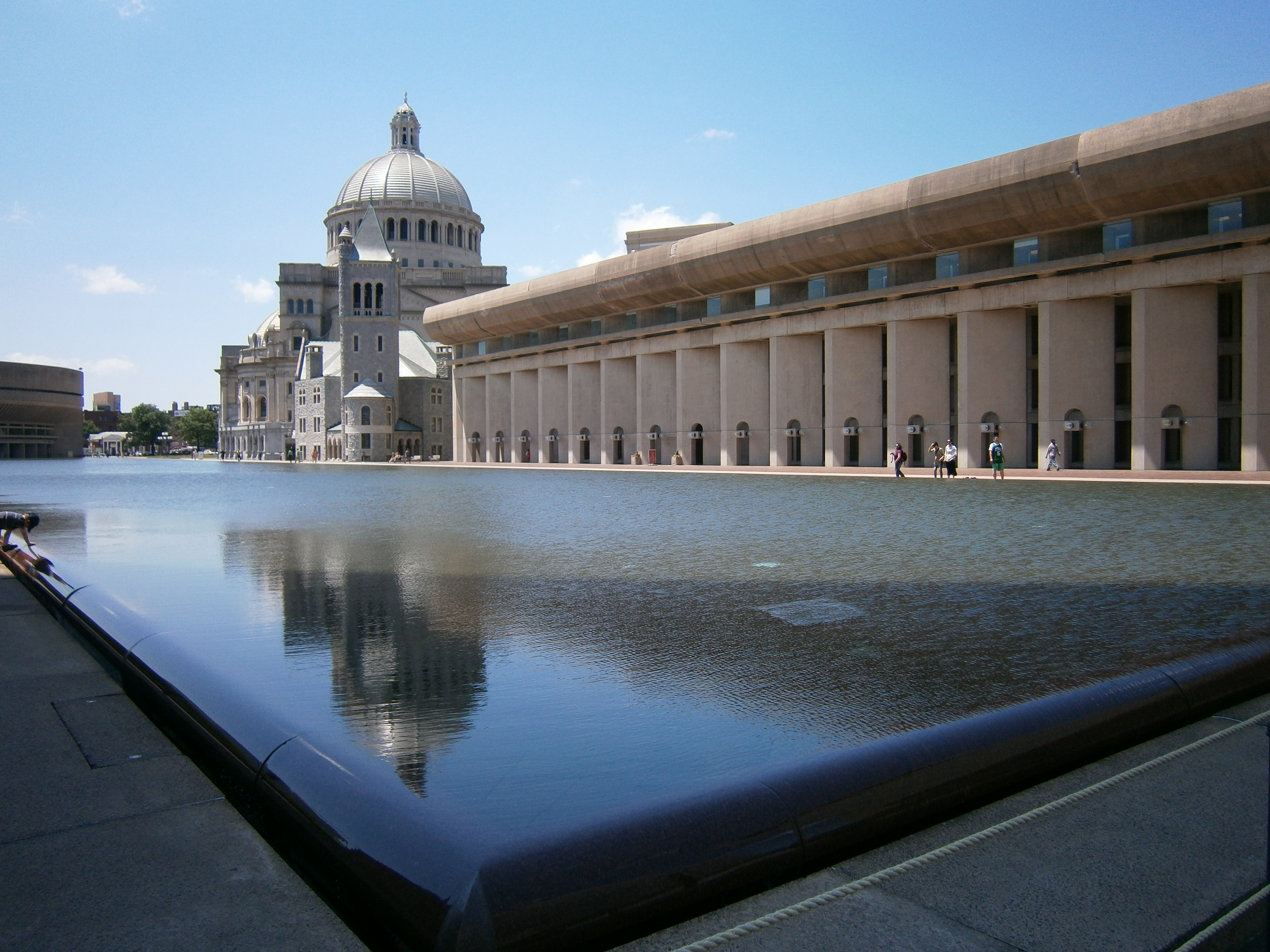
Christian Science Center (1973), de Boston, Massachusetts. El reflejo de la piscina y la Columnata del Edificio (a la derecha) es de la década de 1970; la cúpula de la Iglesia Madre (centro izquierda) data de 1894-1906.

Los críticos de arquitectura incluyen los edificios de Cossuta de los años sesenta y setenta como ejemplos de la arquitectura brutalista que floreció en ese período. El nombre en sí mismo se refiere al uso típico del hormigón en bruto (béton brut en francés). Uno de los edificios seminales para el Nuevo Brutalismo fue la Unité d'Habitation de Le Corbusier (1952) en Marsella, Francia. Benjamin Flowers escribe que, "En apariencia, el Nuevo Brutalismo se caracteriza a menudo, pero no exclusivamente, por las superficies de hormigón escabrosas y dramáticas y las formas esculturales monumentales".
Entre los diseños más reconocidos de Cossutta se encuentra el Centro de la Ciencia Cristiana (1973) en Boston. El Centro incorporó los edificios originales de la Iglesia Madre (1894-1906), la Casa de Publicaciones de la Ciencia Cristiana de ocho pisos (1934) y tres edificios de nueva construcción. Los cinco edificios se incorporaron a una gran plaza con un estanque reflectante de 200 metreos de largo. Los nuevos edificios fueron el Edificio Colonnade con su columnata esculpida de hormigón crudo, un edificio de oficinas de 28 pisos, y el Edificio de Escuela Dominical con su auditorio de 500 asientos. La plaza del Centro de Ciencia Cristiana fue declarada un hito histórico por la Ciudad de Boston en 2011. El informe señaló que el Centro es "un logro singular del diseño cívico en el período moderno. El plan Pei / Cossutta convirtió al Centro de la Ciencia Cristiana en uno de los espacios públicos más monumentales y exitosos de Boston". Michael Kubo y Sus colegas han escrito que este diseño brutalista "muestra cómo, con el cuidado y la administración adecuados, estos edificios pueden ser maravillosos participantes en un entorno urbano activo. En su mejor momento, son poderosos monumentos de una ética inspirada pero crítica de su pasado moderno - una ética que buscó la autenticidad de su época y abrazó el futuro de todo corazón". El Centro de la Ciencia Cristiana ha cambiado bastante poco desde su construcción alrededor de 1970, y es un ejemplo de un gran espacio público que ha sido mantenido por una organización privada.

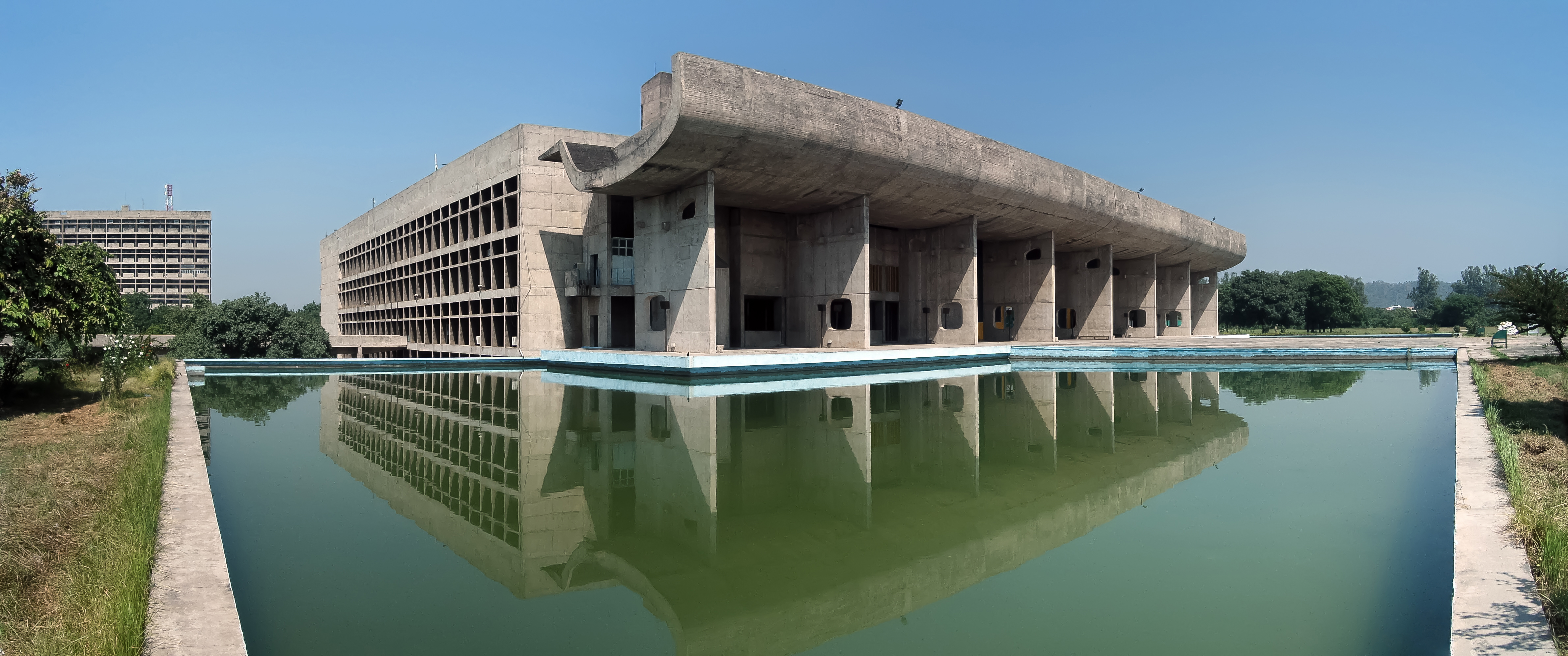
Los críticos de arquitectura han notado que Cossutta imitó los reflejos de Le Corbusier en sus edificios en Chandigarh, India (1953–1963).

## Honores
El Denver Hilton Hotel, del cual Cossutta y Pei fueron los diseñadores principales, recibió un Premio Nacional de Honor del Instituto Americano de Arquitectos (AIA) en 1961, entre otros honores. En 1968, la firma I. M. Pei & Partners recibió el Premio de la firma de arquitectura AIA; Cossutta era entonces un socio en la firma, y había estado con la firma desde su fundación en 1955. En 1974, Cossutta fue elegido miembro del Instituto Americano de Arquitectos, y en 2010 fue elegido como miembro extranjero de la Academia de Arquitectura francesa. El Centro de Ciencia Cristiana (1973) ganó la medalla Harleston Parker de 1975. Tres de los diseños de Cossuta, todos ejecutados mientras estaba en la firma de IM Pei, han obtenido un estatus de hito: los University Gardens Apartments (1961) se inscribieron en el Registro Nacional de Lugares Históricos en 2007, la Tercera Iglesia de Cristo Científico fue catalogada como un hito histórico en el Distrito de Columbia en 2008, y la plaza del Christian Science Center fue designada un hito histórico por la Ciudad de Boston en 2011.
En 1994, Cossutta dotó el Premio Anual Araldo A. Cossutta a la Excelencia en Diseño en la Universidad de Harvard.

## Galería

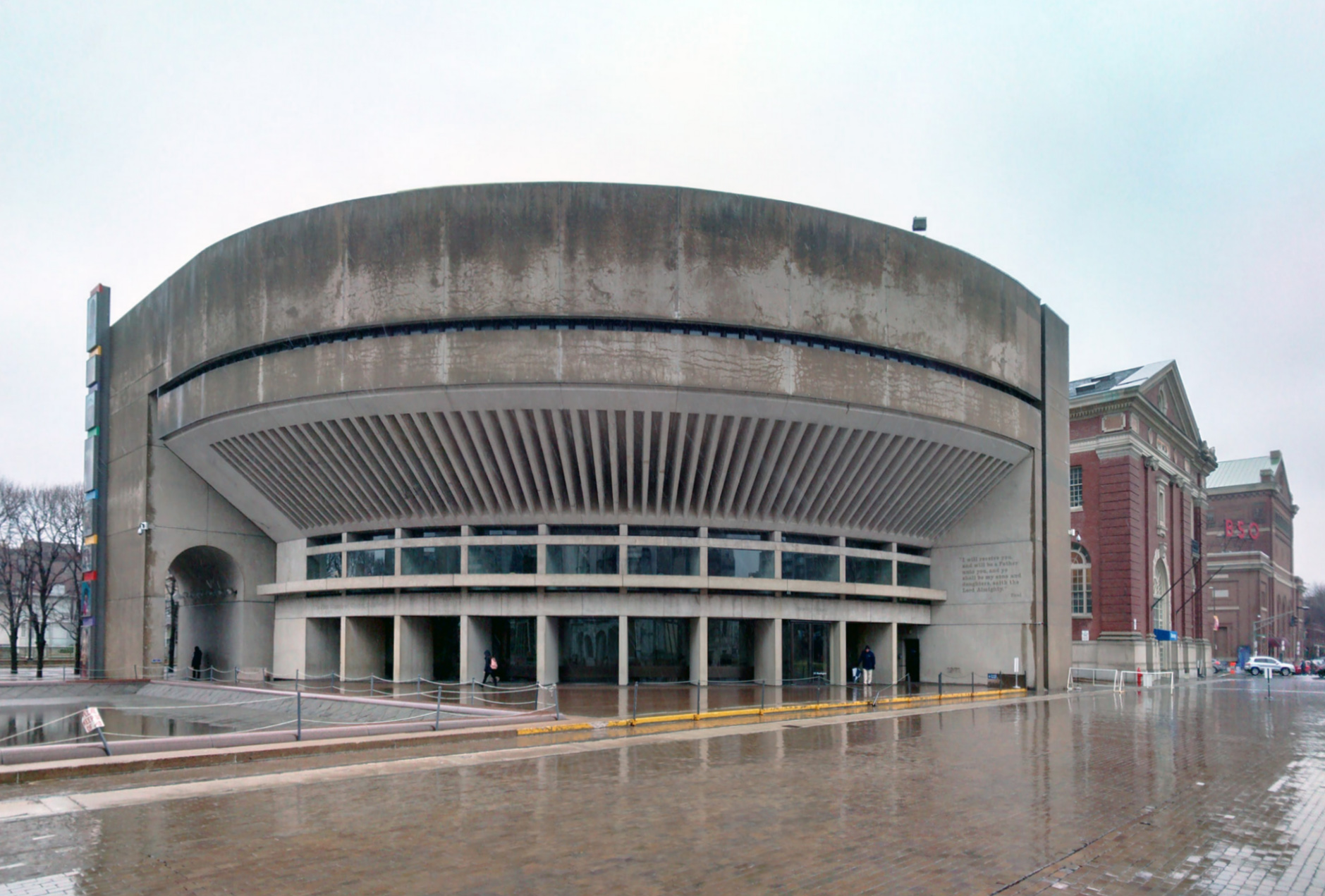
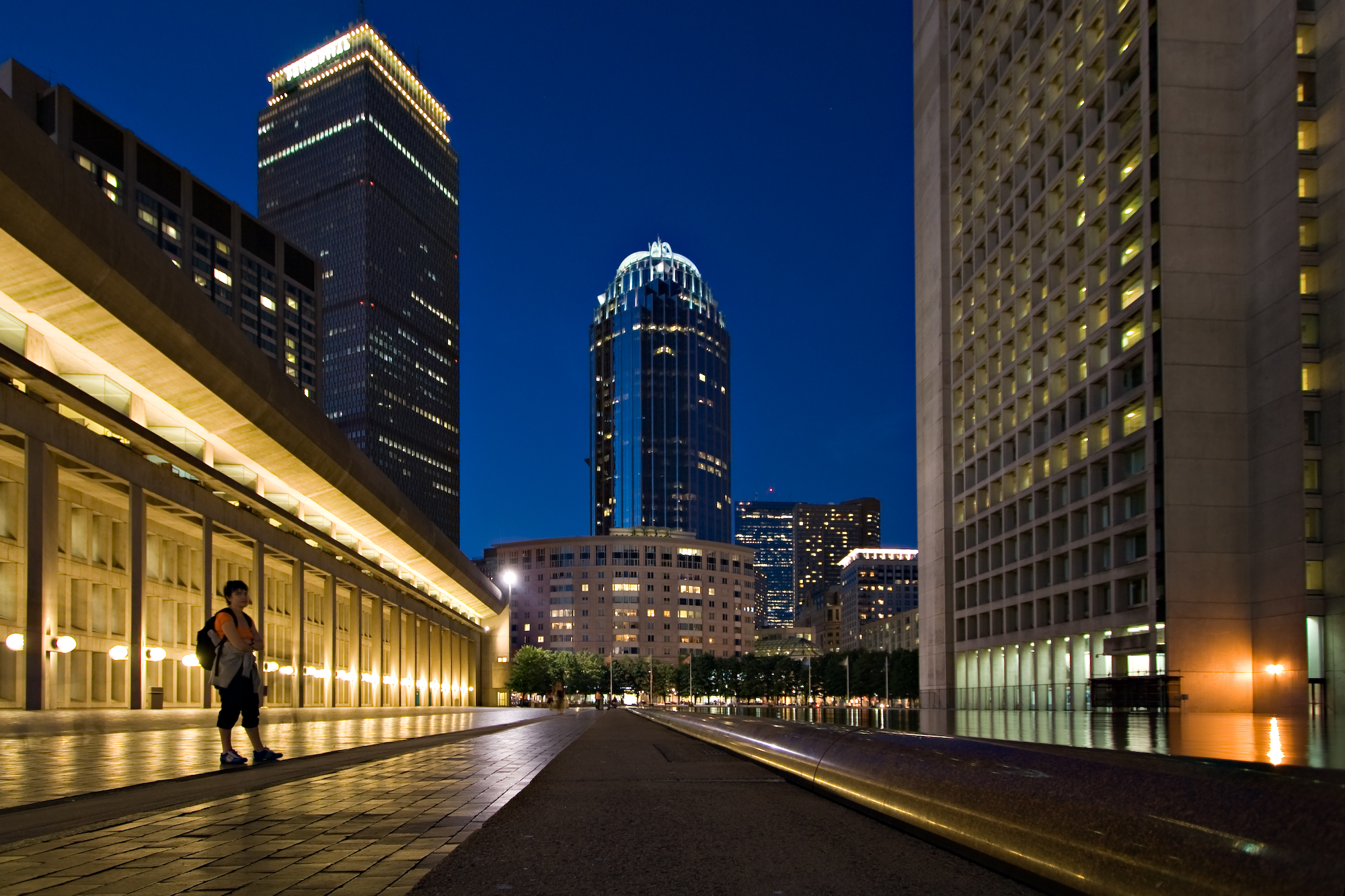
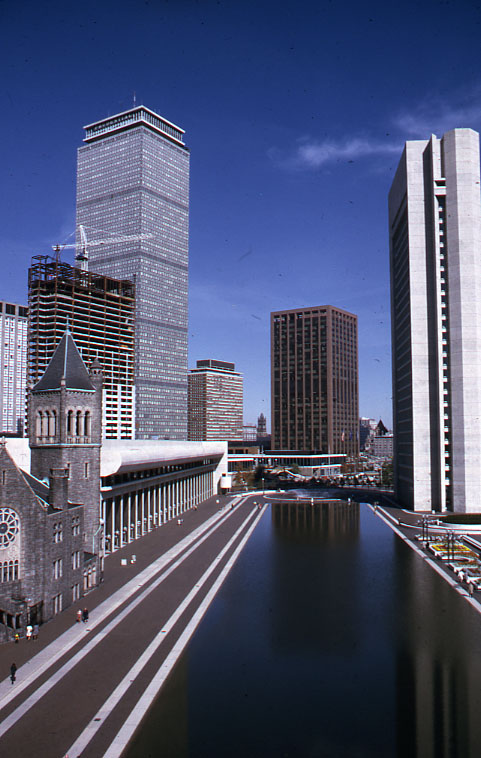
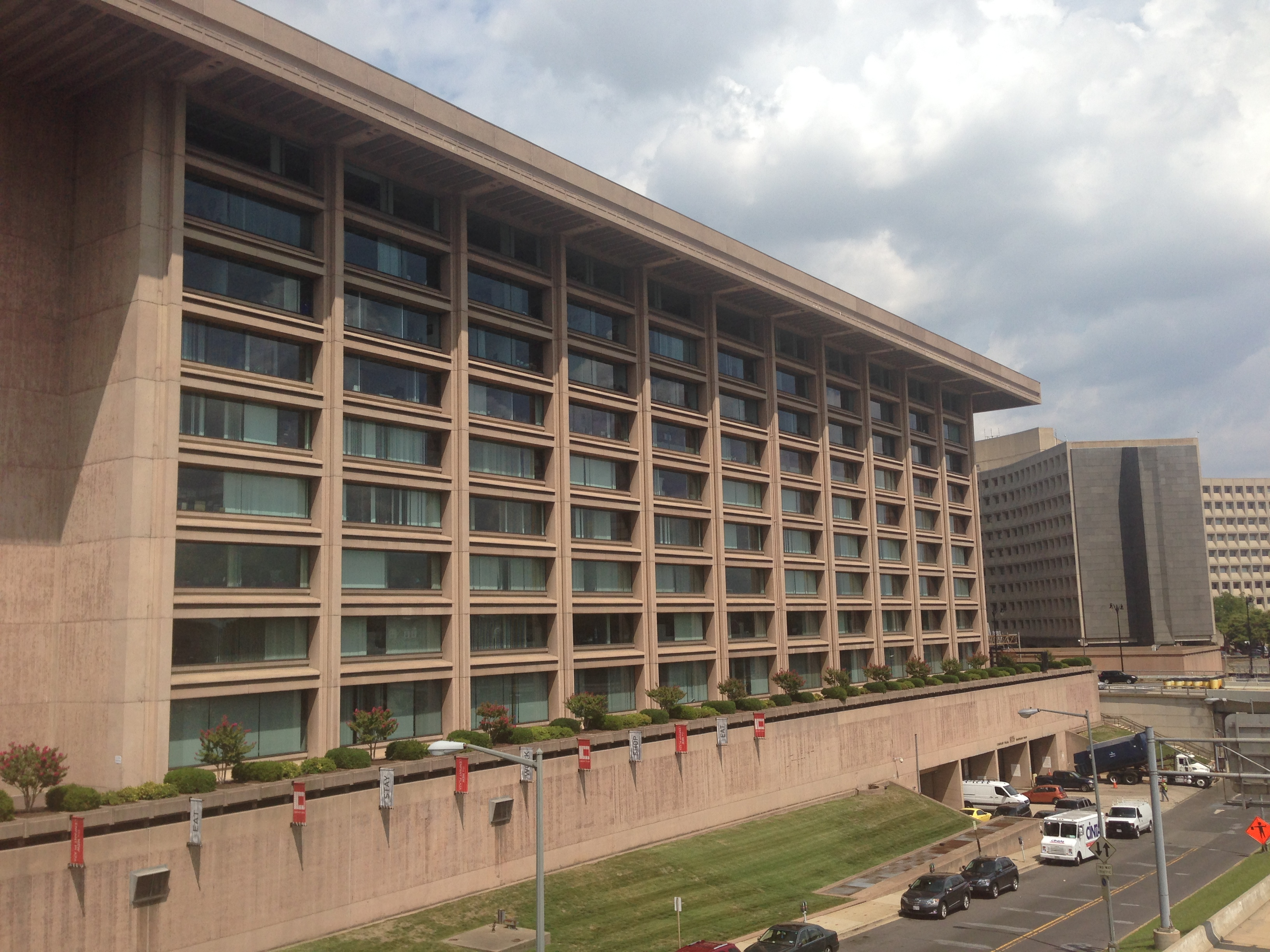
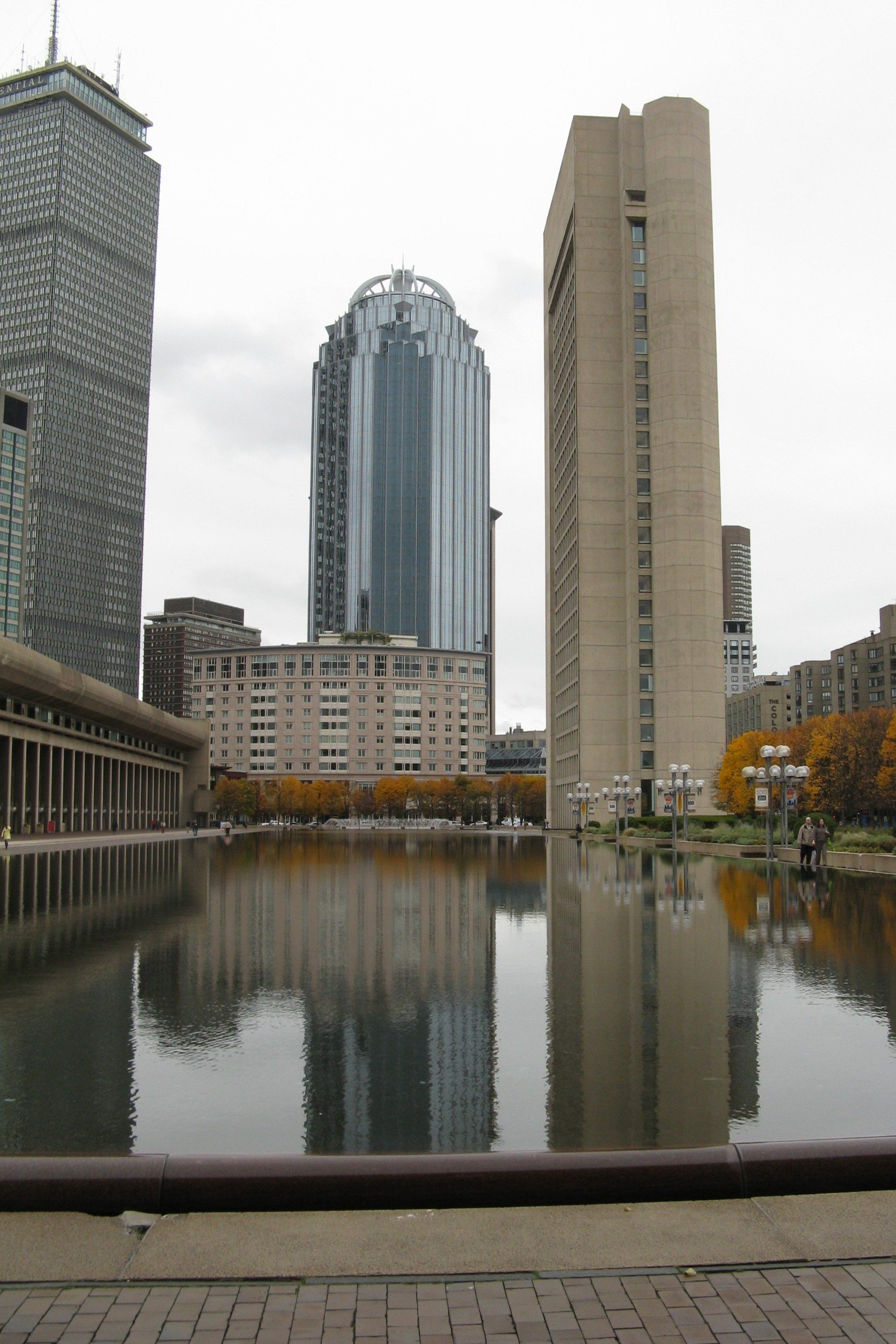
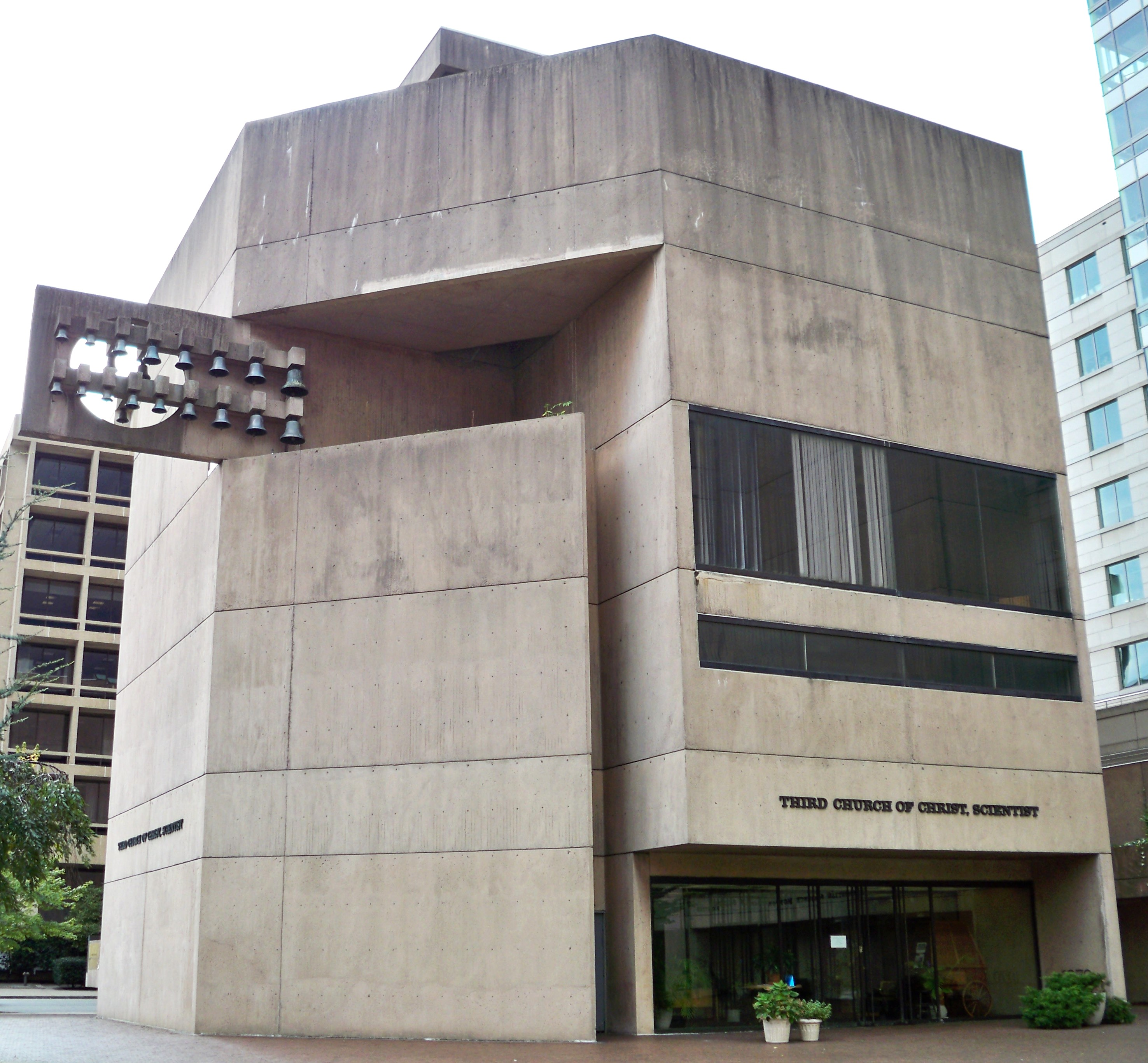
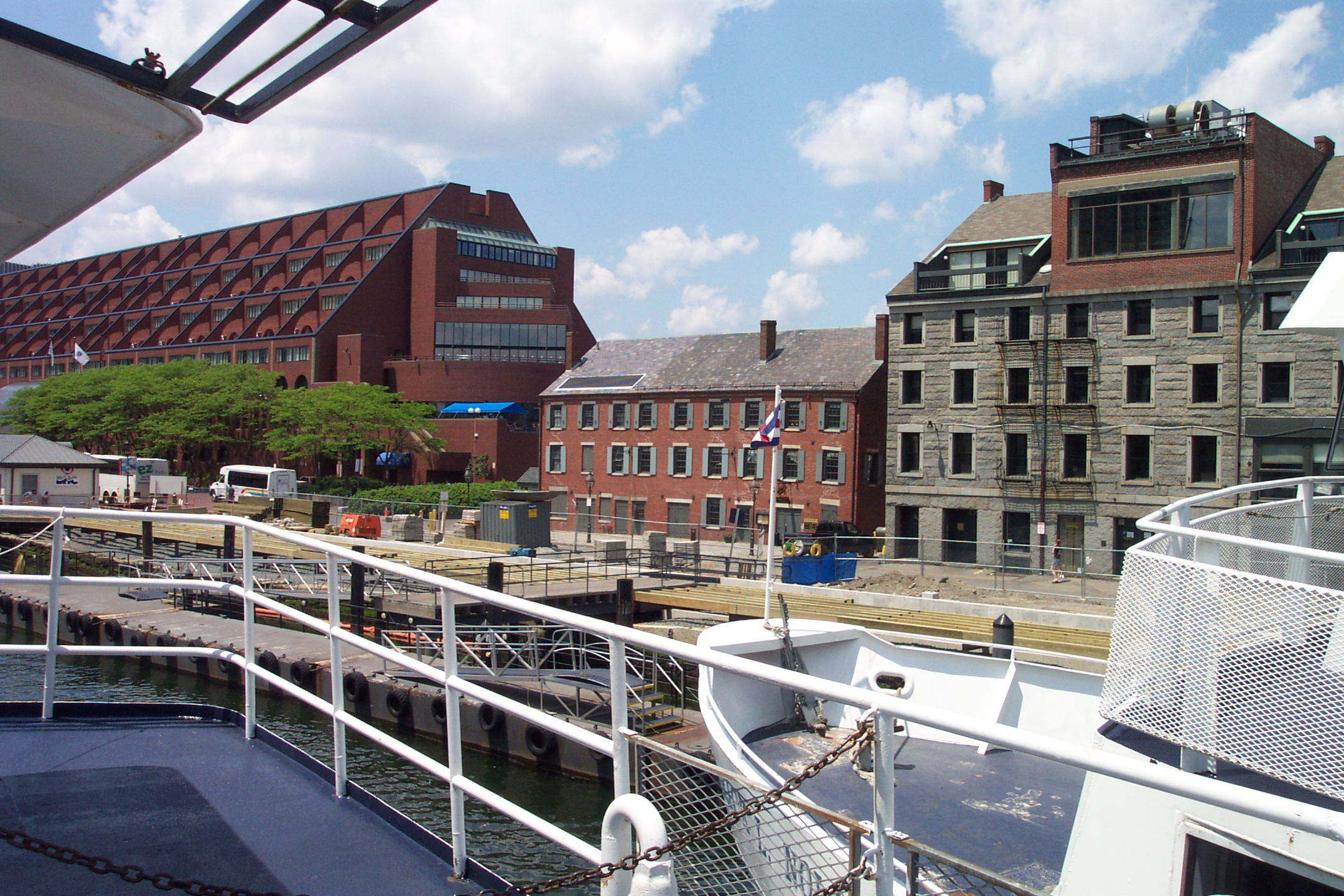
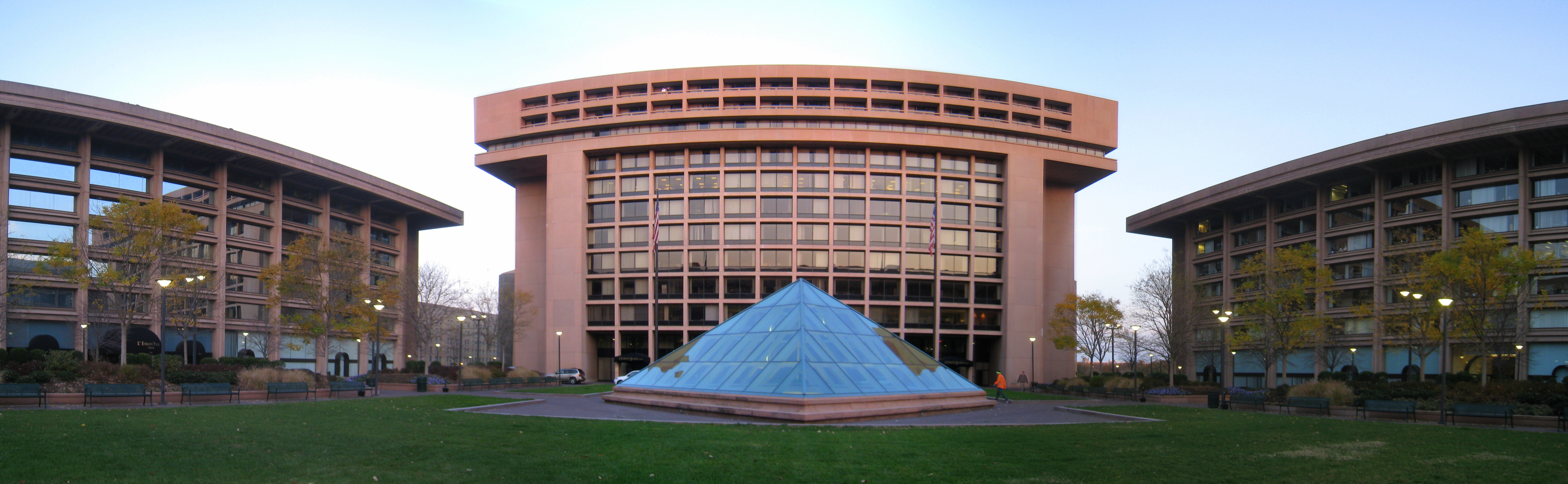
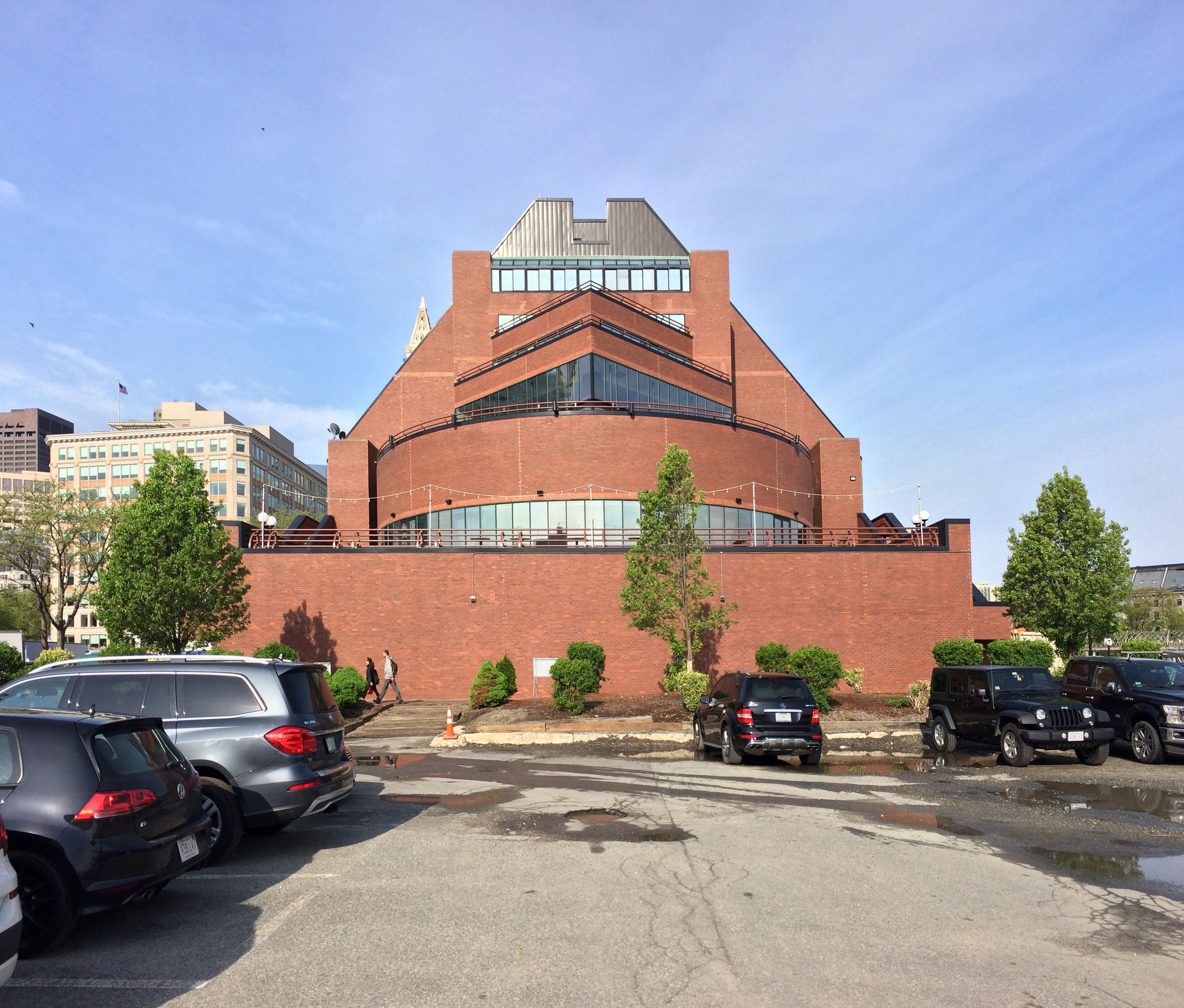
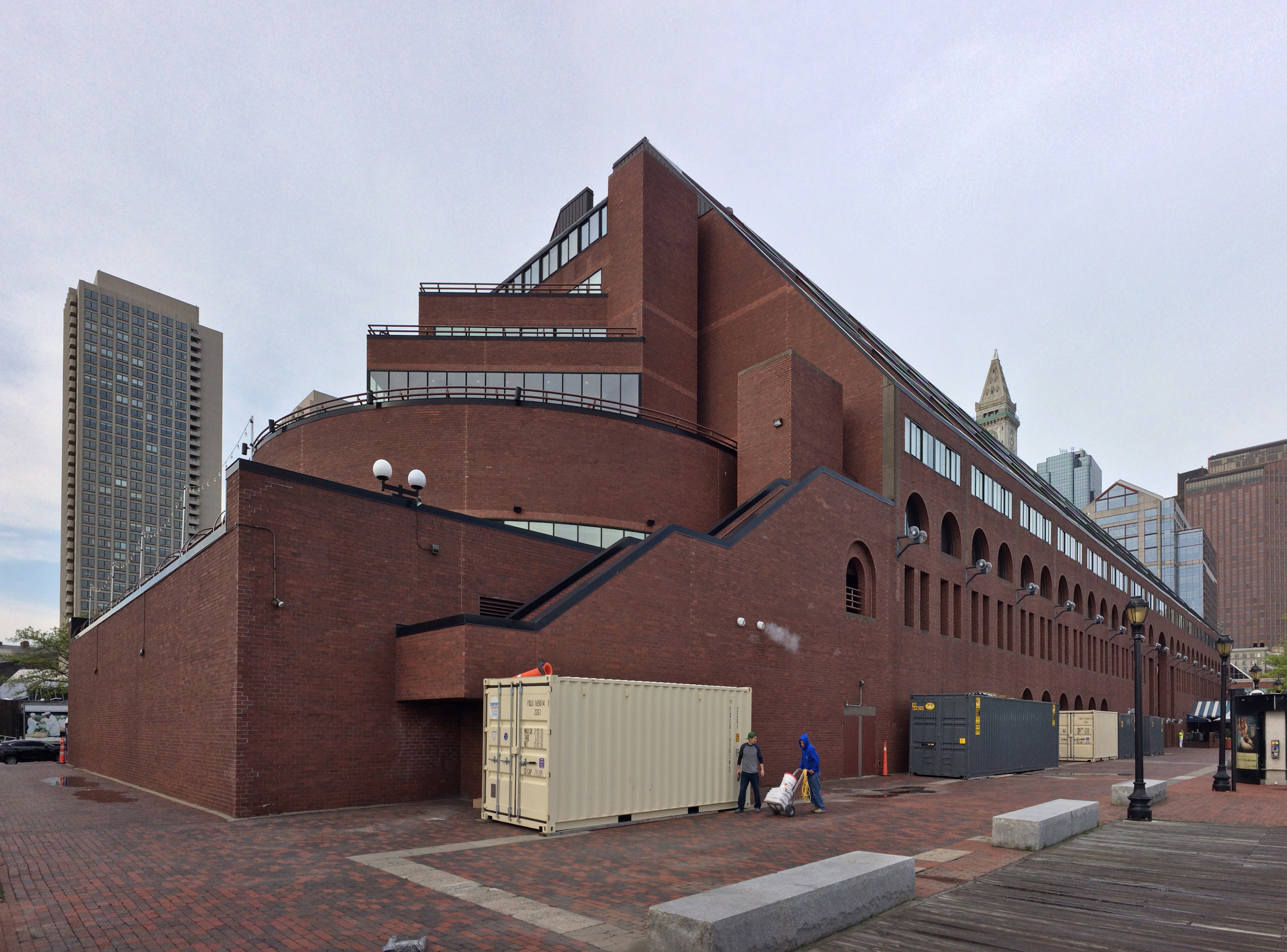
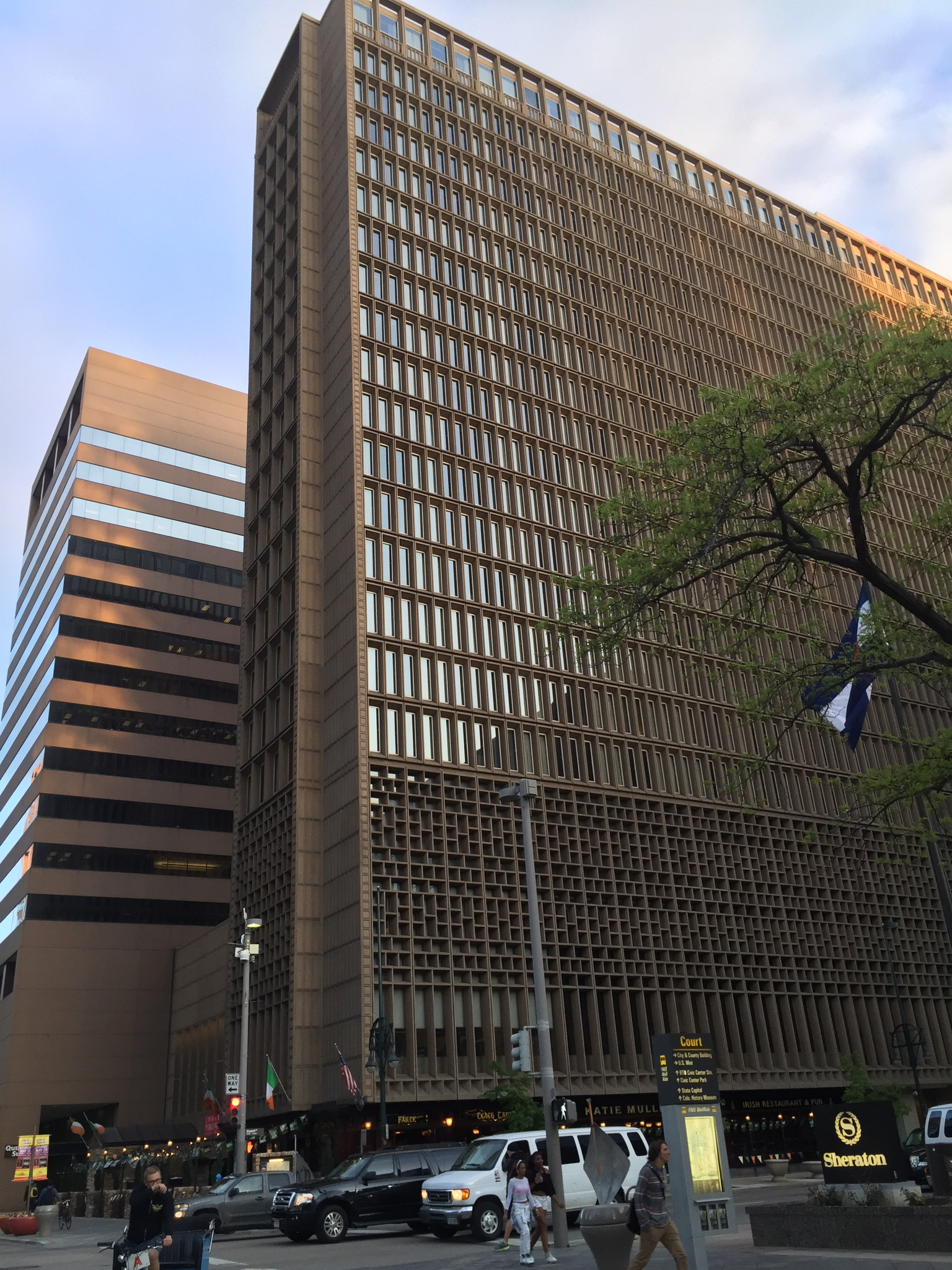
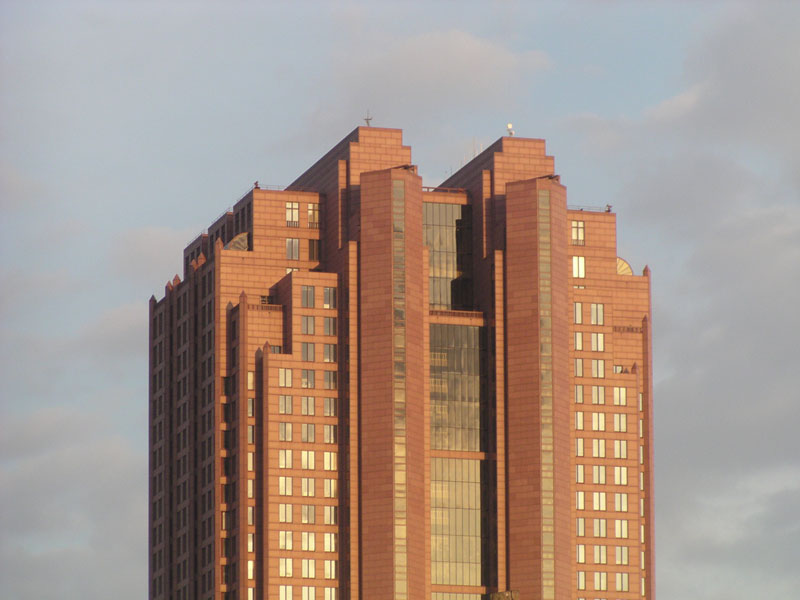
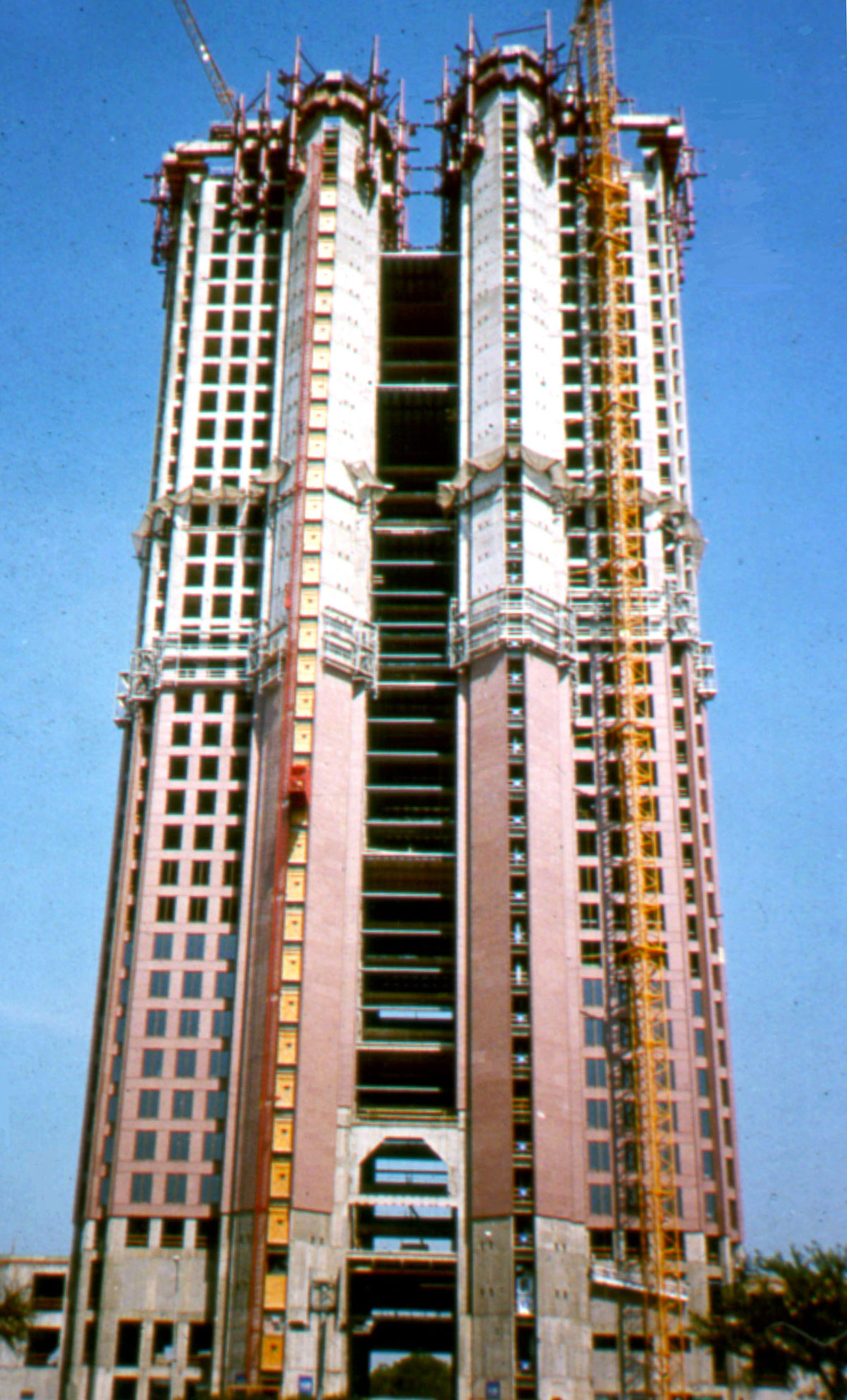
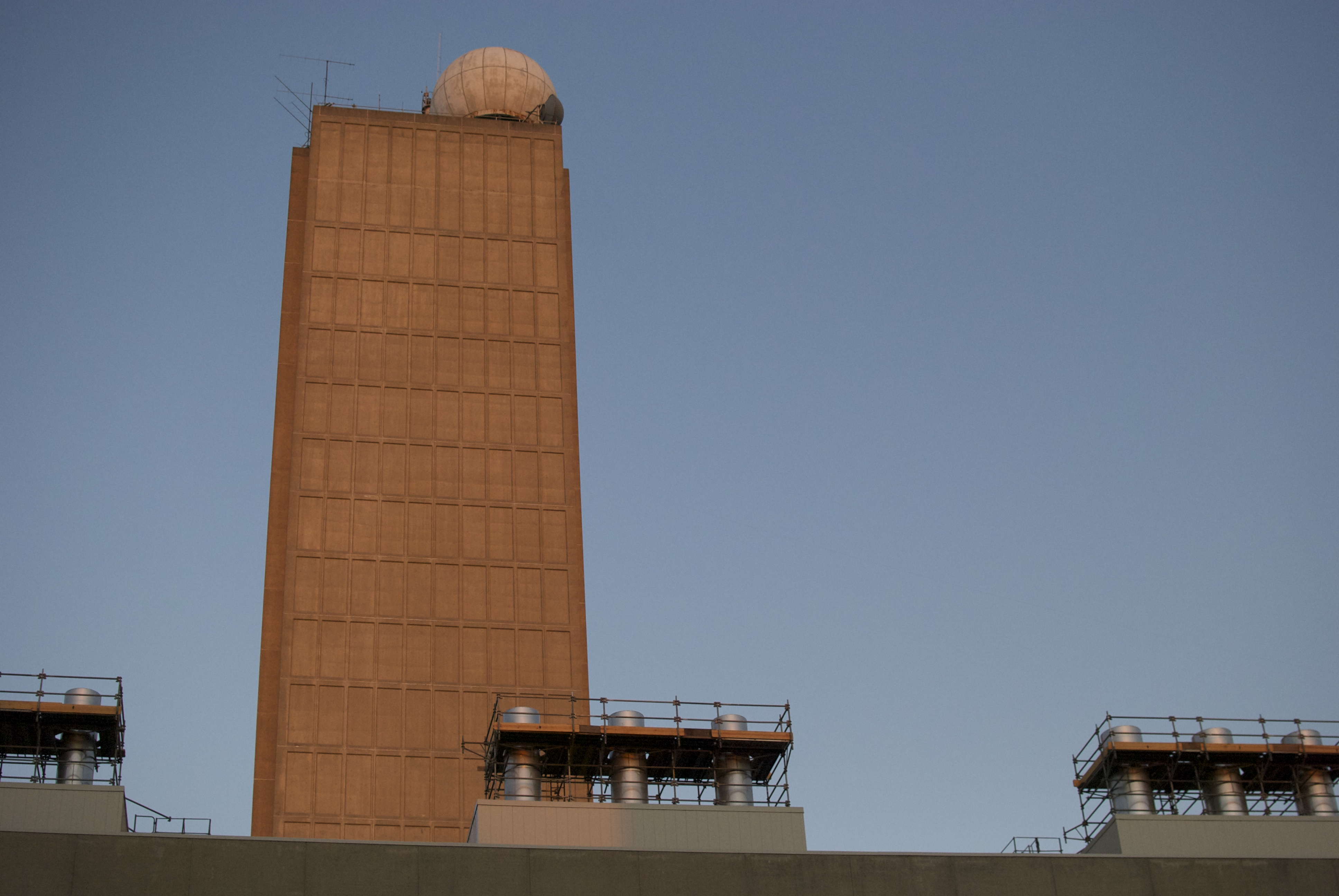
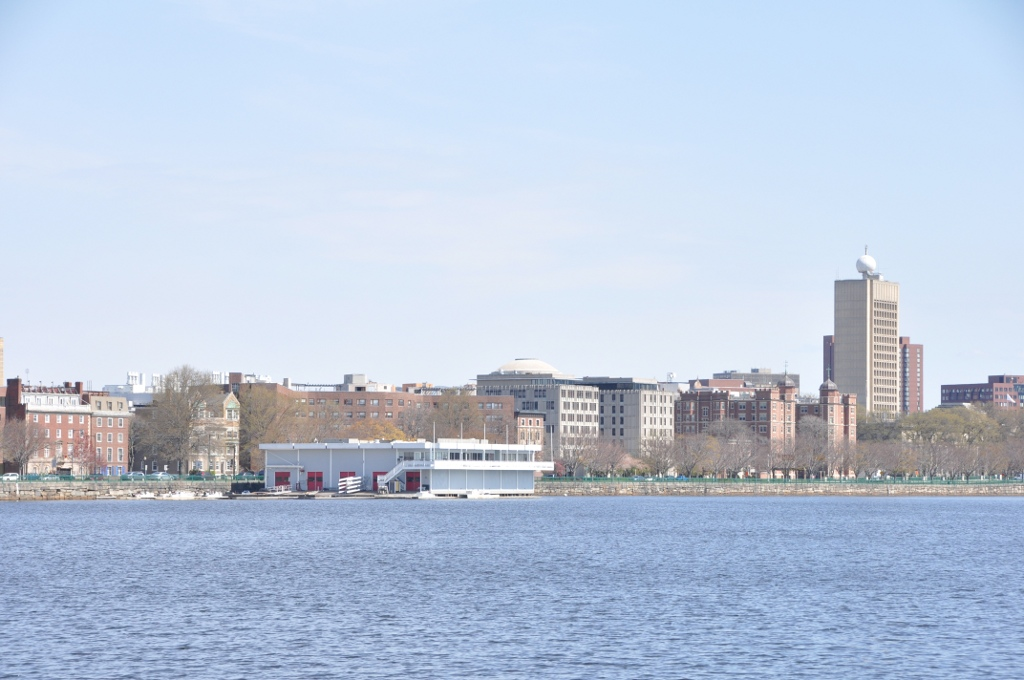
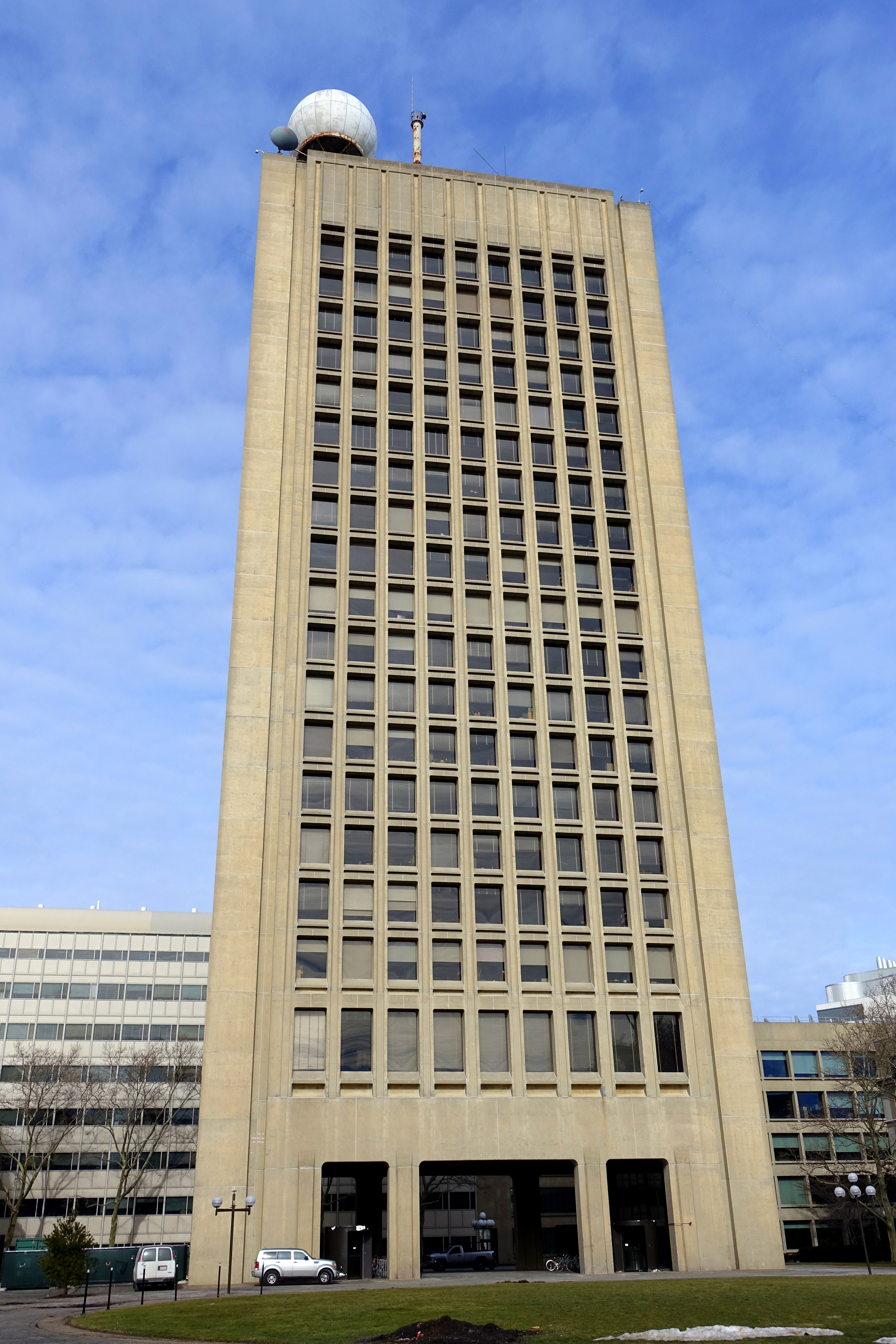
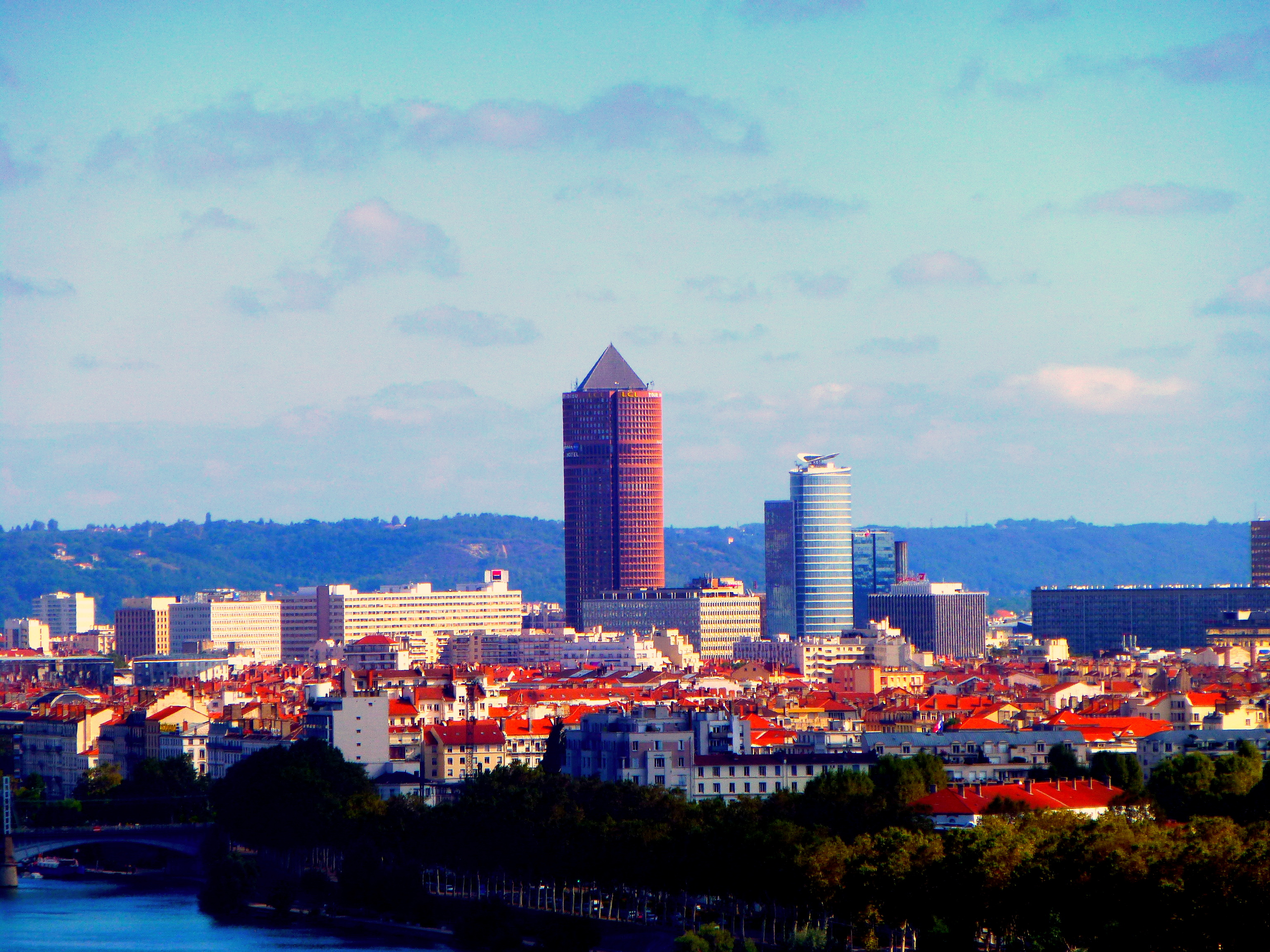
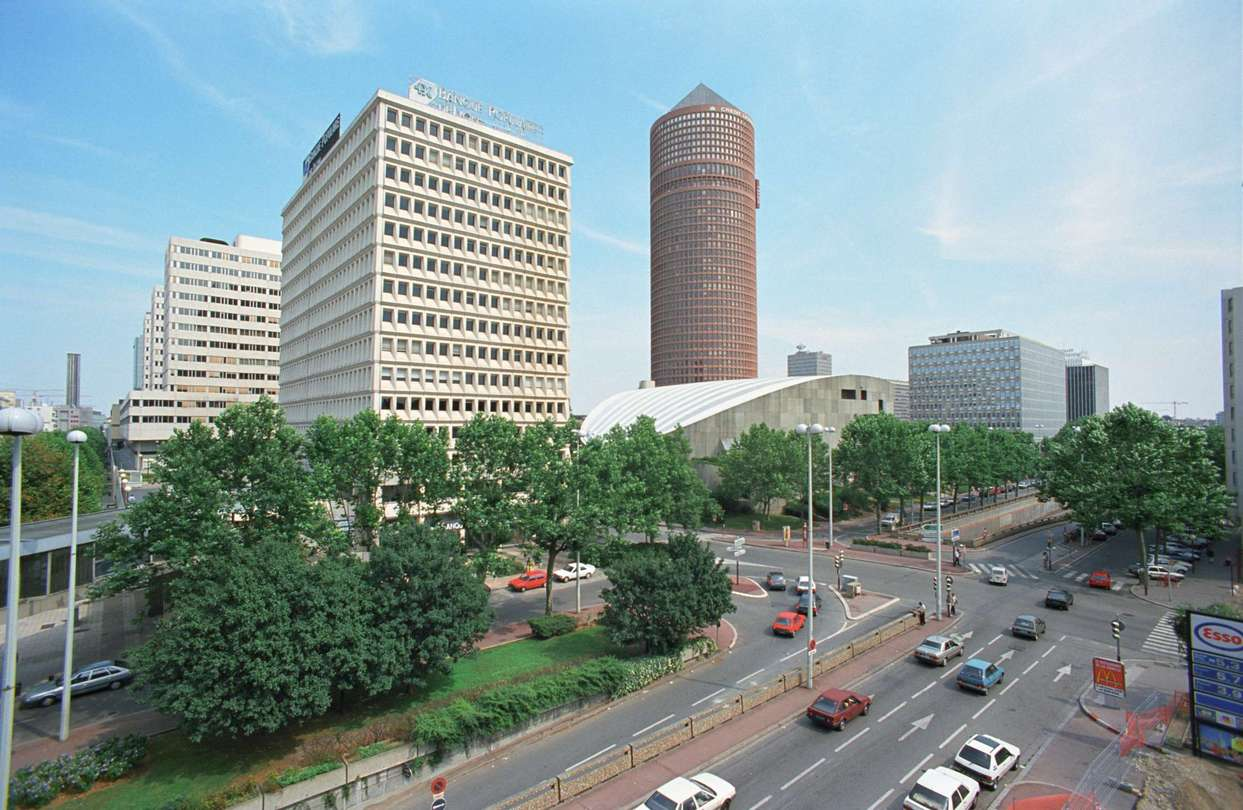
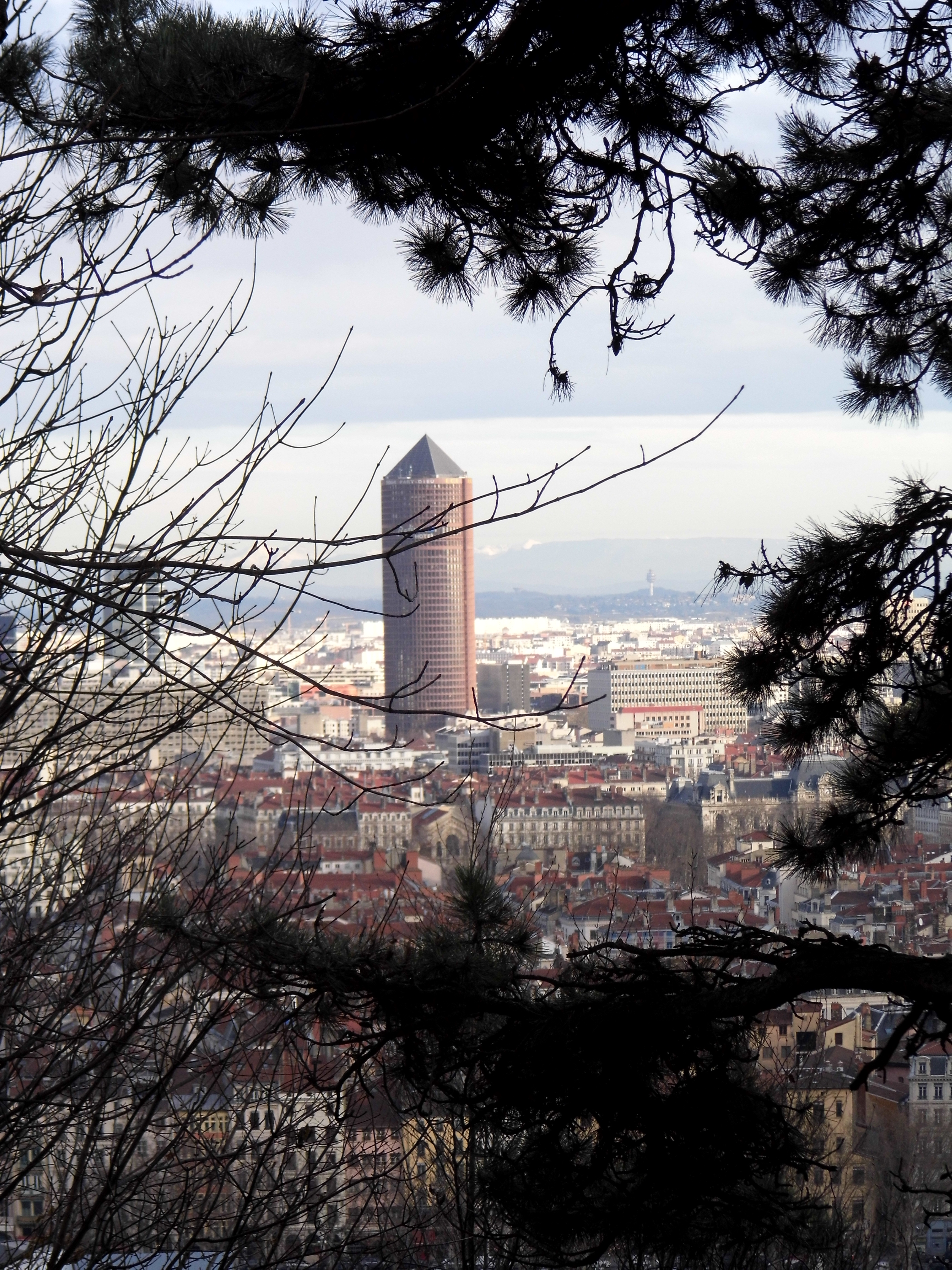
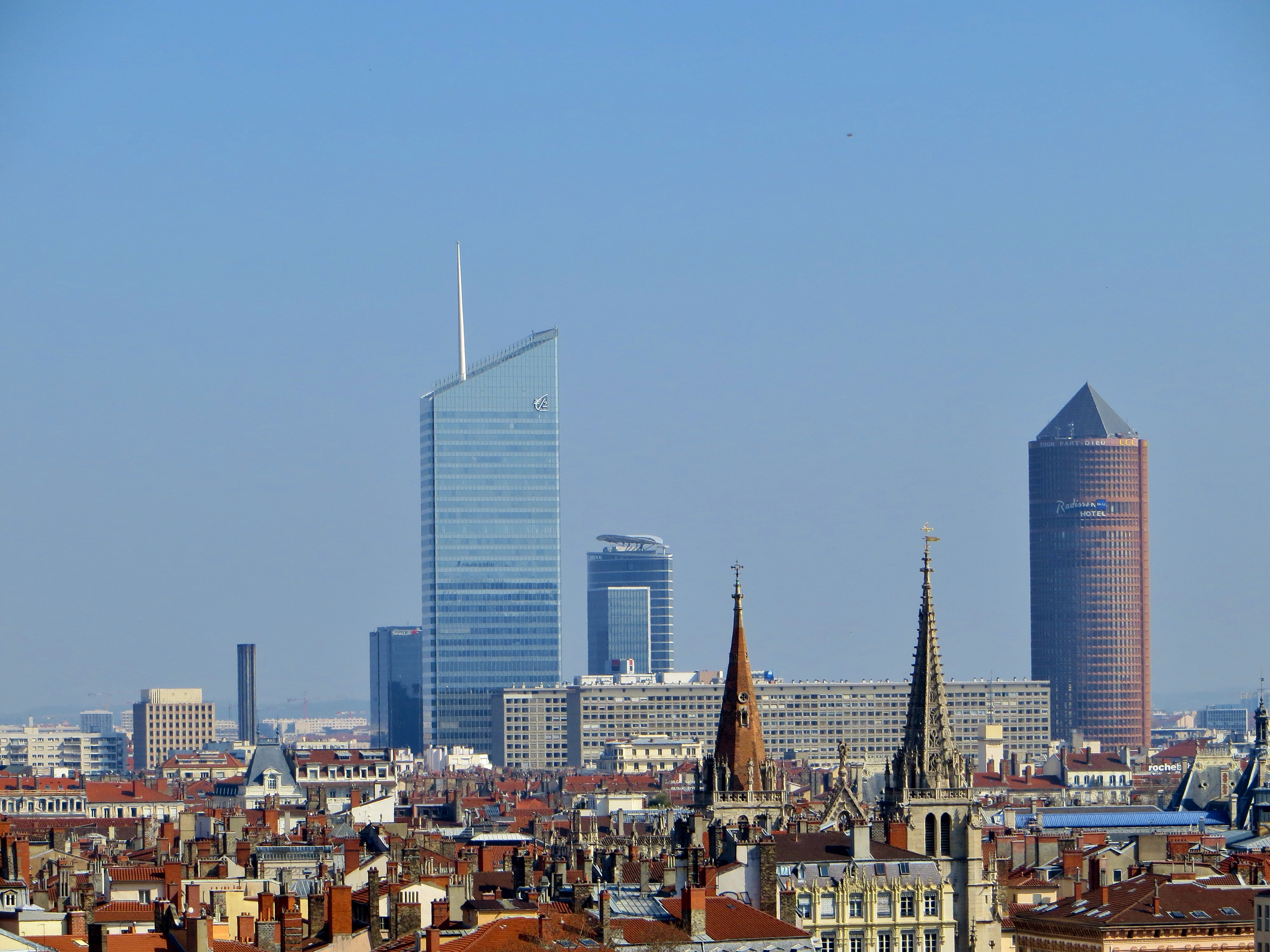
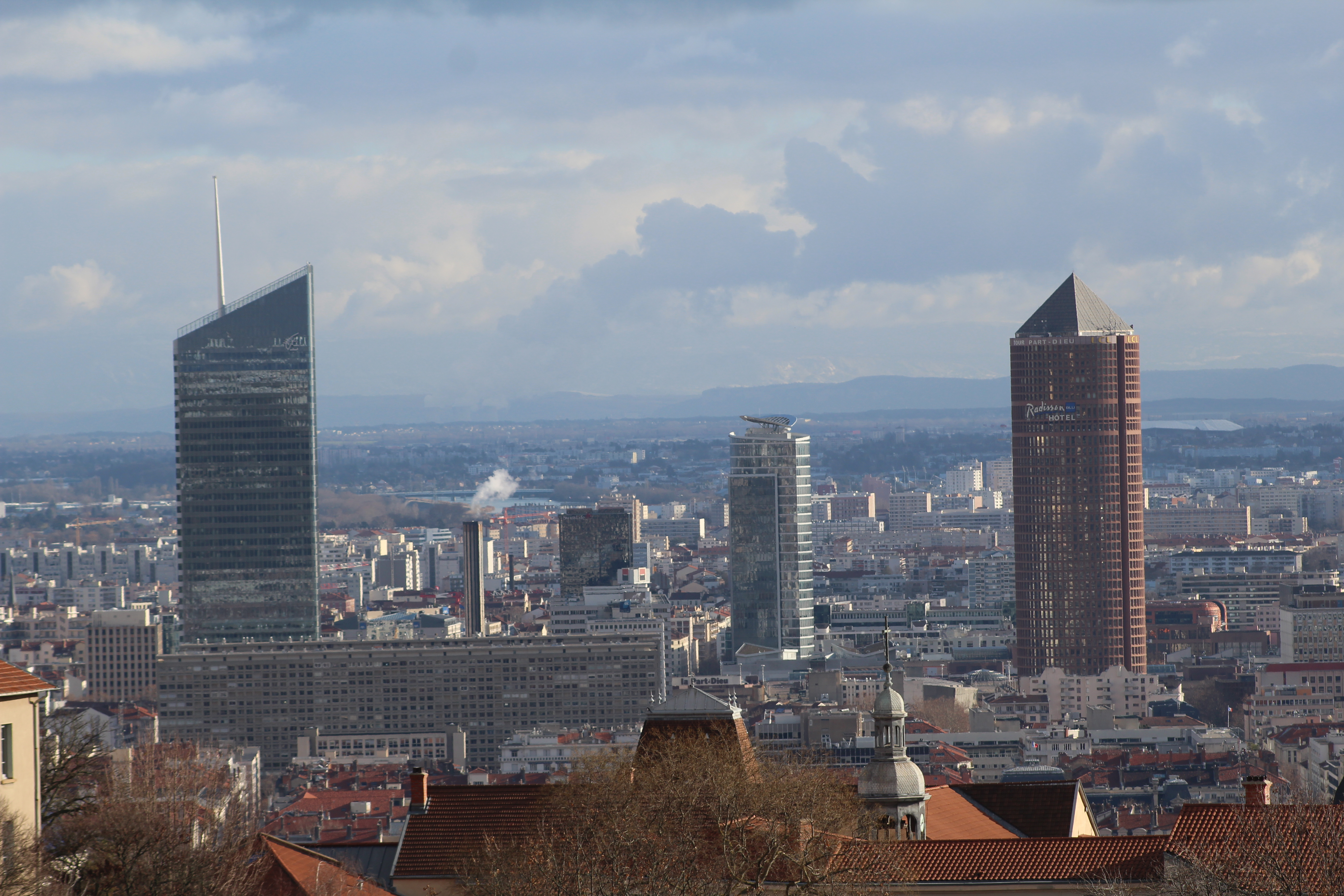